# William Garity
Pour les articles homonymes, voir Garity.
William E. "Bill" Garity (2 avril 1899, New York - 16 septembre 1971, Los Angeles), parfois orthographié Garrity, est un ingénieur du son américain ayant travaillé, entre autres, pour les studios Disney.

## Biographie
Il est connu pour avoir : 
- inventé la caméra multiplane[2],[3] (d'après une idée de Lotte Reiniger), inaugurée sur le court métrage Le Vieux Moulin (1937), en prévision du long métrage Blanche-Neige et les Sept Nains (1937)
- inventé et développé le premier système sonore stéréophonique, le Fantasound, utilisé dans Fantasia (1940)[1].

## Filmographie
- 1930 : Firebrand Jordan
- 1930 : Beyond the Rio Grande
- 1930 : Ridin' Law
- 1940 : Fantasia
- 1946 : Musical Moments from Chopin (superviseur son)
- 1999 : Fantasia 2000 segment L'Apprenti sorcier